# Peter Zingler

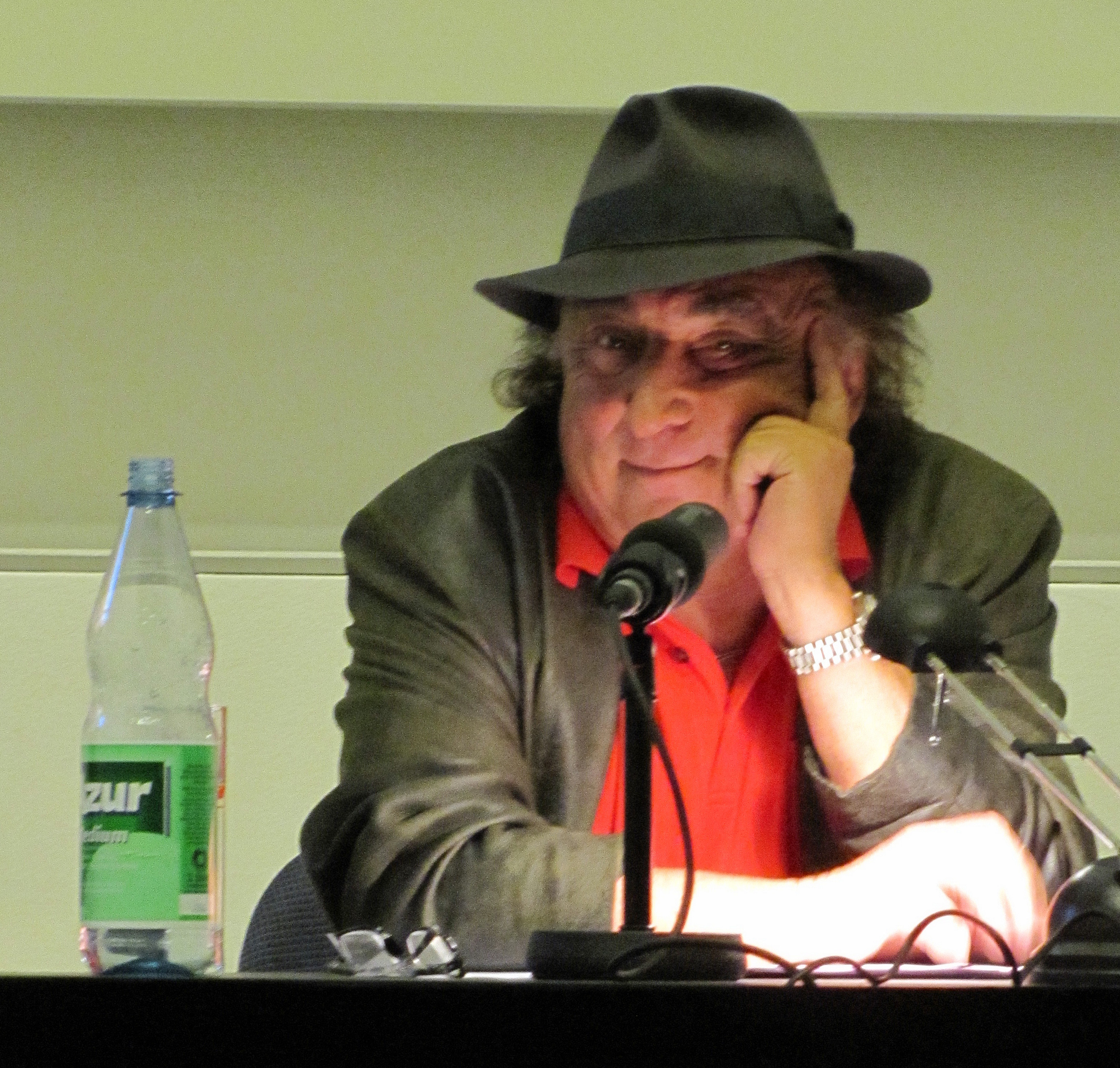
Peter Zingler in Frankfurt am Main, 2010

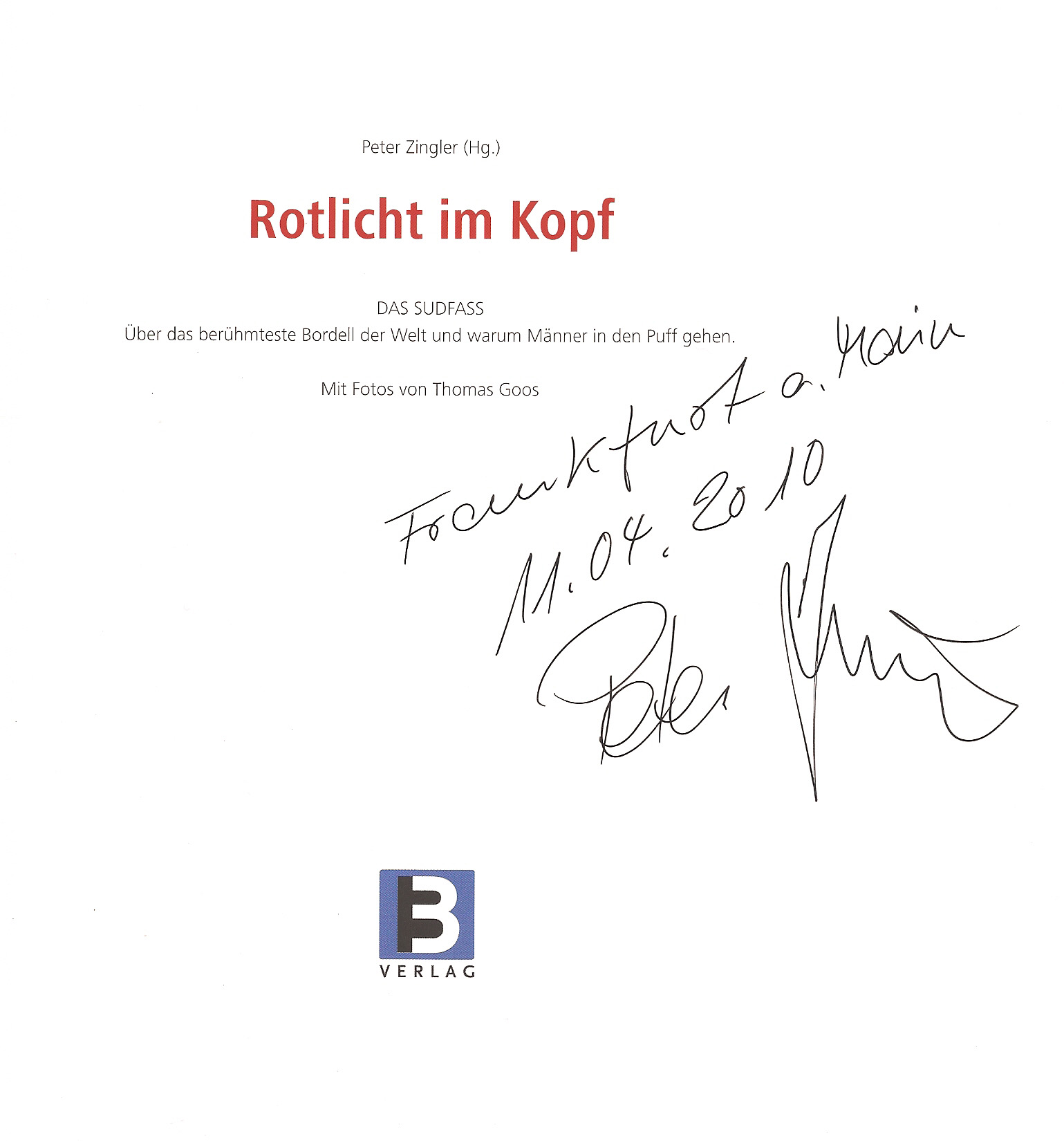
Autograph

Karl Peter Zingler (* 5. Januar 1944 in Chemnitz; † 30. Dezember 2022 in Frankfurt am Main) war ein deutscher Schriftsteller, Drehbuchautor und zuvor professioneller Einbrecher.

## Leben
Zingler kam direkt nach seiner Geburt ins Kinderheim, und seine Mutter gab ihn zur Adoption frei. Zu seiner Zeugung war es bei einem One-Night-Stand während eines Fliegeralarms gekommen. Die Mutter verschwieg gegenüber der Familie seine Geburt. Wegen seines damals jüdischen Nachnamens und Staatenlosigkeit fanden sich keine Adoptionseltern. Als seine Großmutter eineinhalb Jahre später von Zinglers Geburt erfuhr, holte sie diesen aus dem Kinderheim nach Köln, wo er aufwuchs. Während die Großmutter sich als seine Mutter ausgab, kümmerte sich die wahre Mutter nicht um ihn. Im Alter von zehn Jahren erfuhr er, dass seine vermeintliche Schwester seine wahre Mutter war.
Schon mit vier Jahren nahm seine Großmutter ihn 1948 mit zum Hamstern aufs Land. Er begann schon als Kind zu stehlen und half beim Schmuggeln über die belgische Grenze. 1959 – im Alter von 15 Jahren – wurde er zu zwei Jahren Haft verurteilt und kam erstmals ins Gefängnis. Bei zahlreichen Einbrüchen stahl er in den folgenden 25 Jahren vor allem Luxusgüter. Reue empfand er niemals. „Ich war gerne Gangster im Milieu“, sagte er laut Der Spiegel noch 2015. Die Geschichte seiner Familie nach dem Zweiten Weltkrieg wurde von der ARD im Februar 2015 im Film Die Himmelsleiter gezeigt.
Zingler verbrachte insgesamt zwölf Jahre als Berufseinbrecher in Gefängnissen mehrerer Länder. Während seiner letzten Haftzeit im offenen Vollzug in der JVA Dieburg begann er zu schreiben, zunächst für die Gefängnisliteratur typische erotische Geschichten; allerdings konnte er sie an Penthouse und Playboy verkaufen. 1985 gründete er in Frankfurt, wo er seit 1973 lebte, mit der Cartoonistin Doris Lerche, seiner Lebensgefährtin, dem Bordellbesitzer Dieter Engel und Herbert Heckmann, dem Präsidenten der Deutschen Akademie für Sprache und Dichtung, die Romanfabrik, die erste Literaturinitiative der Stadt, die ihn mitten ins Schriftstellerleben brachte; 1989 wurde er mit dem Ingeborg-Drewitz-Literaturpreis für Gefangene ausgezeichnet und erschien in der ersten Anthologie Risse im Fegefeuer.
Ab 1985 war er als Journalist für verschiedene Zeitschriften tätig. Zeitweise gehörte er zu den erfolgreichsten Drehbuchautoren für Fernsehkrimis. Gemeinsam mit Mario Adorf erfand er 1990 bei einem gemeinsamen Tennisspiel die Figur des Kunstsachverständigen Joachim „Jo“ für die im Dezember 1996 ausgestrahlte dreiteilige Sat.1-Krimireihe Tresko. 1993 bekam er (zusammen mit Oliver Hirschbiegel) den Adolf-Grimme-Preis mit Bronze für das Drehbuch zum ORF-Tatort Kinderspiel. In dem sehr stark besetzten Film Alles nur Tarnung führte er 1996 auch Regie. Sein ZDF-Film Tödliche Wende wurde mit dem Goldenen Löwen und das Drehbuch mit dem Goldenen Gong ausgezeichnet.
Er lebte in Frankfurt am Main und hatte sechs Kinder von vier Frauen. Bestattet wurde er auf dem Bonner Nordfriedhof.

## Filmografie (Auswahl)
- 1986–1992: Ein Fall für Zwei (Fernsehserie, 4 Episoden)
- 1990: Tatort – Seven Eleven (Fernsehreihe)
- 1991: Tatort – Telefongeld
- 1992: Tatort – Kinderspiel
- 1993: Tatort – Stahlwalzer
- 1994: Tatort – Ostwärts
- 1995–1999: Die Straßen von Berlin (Fernsehserie, 3 Episoden)
- 1996: Tatort – Kolportage
- 1996: Tödliche Wende
- 1996: Alles nur Tarnung (auch Regie)
- 1996: Tresko – Der Maulwurf
- 1996: Peanuts – Die Bank zahlt alles
- 1997: Tatort – Bombenstimmung
- 1999: Tatort – Restrisiko
- 1999: Tatort – Strafstoß
- 2000: Tatort – Direkt ins Herz
- 2000: Tatort – Trittbrettfahrer
- 2001: Tatort – Nichts mehr im Griff
- 2001: Tatort – Zielscheibe
- 2002: Tatort – Reise ins Nichts
- 2005: Tatort – Nur ein Spiel
- 2005: Das Duo – Blutiges Geld
- 2007: Ein starkes Team – Blutige Ernte
- 2010: Tatort – Spargelzeit

## Bibliografie (Auswahl)
- 1983: Notizen aus der Mülltonne. Gedanken, Gedichte, Geschichten zum Strafvollzug und dem Vorher – Nachher, Vorwort von Klaus Kordon
- 1984: Tod in Kingston, Roman
- 1985: 11 Tage im Frühjahr, Roman
- 1985: Im Puff. Geschichten von Freiern und Huren, Erzählungen
- 1985: Rückkehr in den Regen, Erzählungen
- 1985: Spur 139. Erzählungen aus Deutschland
- 1986: Lava, Erzählungen
- 1986: Marokkanische Nächte, Roman
- 1987: Autostopp, Roman
- 1987: Der Puff-Poet. Geschichten aus einem Edelbordell
- 1988: Jamaica-Trip, Roman
- 1988: Die Millionen des Dr. Erlemann oder die Kunst, Geld zu machen. Eine unglaubliche Karriere, mit Gabi Erlemann
- 1989: Die Seuche, Roman
- 1994: Die Gerichtsreporterin. Der Roman zur Fernseh-Serie der ARD
- 1996: Alles nur Tarnung. Der Roman zum Film
- 2005: Dunkelziffer, Roman
- 2011: Männer, die nach Liebe suchen. Erotische Geschichten
- 2011: Der Vitaminstoss, Kurzgeschichten
- 2011: Rotlicht im Kopf, über das berühmteste Bordell Deutschland, das Sudfass
- 2015: Der Tod des Schamhaars, Kurzgeschichten
- 2015: Im Tunnel, biographischer Roman